# Cztery mile za piec
Cztery mile za piec – sztuka teatralna dla dzieci autorstwa polskiej pisarki Marii Kownackiej, wydana pierwszy raz w 1932.

## Treść
Motywem przewodnim są poszukiwania zgubionej lalki. Sceny są ze sobą luźno związane właśnie tym tematem. Autorka wykorzystała znane pogwarki, gry, zabawy i piosenki.